# シャングラッド神紀
『シャングラッド神紀』は祭丘ヒデユキによる日本の漫画作品。『チャンピオンRED』（秋田書店）に不定期（短期）連載された。全5話。ヒンドゥー教をモチーフとしたアクション漫画。キャッチコピーは「オレは神を殺す!!」。

## ストーリー
神々が支配する世界「シャングラッド」。その中で無神論を唱えながら、民を虐げる理不神（りふじん）を屠る神敵（テロリスト）・アルダナーリーシュヴァラ。無神論成就のその日まで、「彼ら」の戦いは続く。

## 登場人物

### メインキャラ
ウマー
表向きは大きな首人形がついた杖を携え、腹話術を食い扶持にして旅を続ける白髪隻腕の大道芸人だが、真の姿は無神論者の名のもとに神治打倒を目論み、無数の神を滅してきた神性大量殺戮犯にして国際反神組織（こくさいはんしんネットワーク・こくさいテロそしき）の思想指導者。
本編開始の4年前に故郷のカイラーサを焼き払われ（彼の髪は元々黒かったが、この事件の際にあまりの恐怖により白くなってしまっている）、全てを失ったことで信仰を捨て、ヒ連とヴィシュヌへの復讐と神治打倒、更に真理の布教のためにシャンカラと無神論成就の契約を交わし、神殺しを始めた。
帝釈天にヴ国で共に穏やかに暮らしていこうと打診された時は「ヴ国を拠点に隠れて活動すればヒ連も手は出せなくなり、自分達の復讐は終わる」と考えていたが、帝釈天の本性と計画を見たことで、「自分たちの目的は復讐ではなく真理の布教である」と世界中の神々を打倒する決意を新たにした。
筋金入りのオッパイ好きで、暗闇の中でEカップとFカップを見分けることができる。クマーラシスターズ（カルティケーヤ）が彼を誘惑して騙し討ちにしようとした時もカップの微妙な大きさから1人が分離して隠れていることを見破り、窮地を脱した（本人曰く「見分けがつかない男は去勢した方がいい」とのこと）。
かつては後述するシヴァの「実験」に参加していた1人だった。その時は内気な性格のお坊ちゃんだったらしい。
シャンカラ
異様に長い眉毛と下まつげが特徴の首だけの女神。普段はウマーの芸用の首人形の振りをしている（自分で喋っている）。
かつての名はシヴァで、破壊神と恐れられた有力神にして神治に反対する神々の中心的な存在として全神の救済のために活動していたが、本編開始の4年前に暗殺されたことで今の姿に成り果ててしまい、その復讐と神治打倒、更に真理の布教のために4年間かけてウマーを職業神敵（プロフェッショナル）に育て上げた。
「生命」の摂理を組むことに長けており、ウマーに自身のY字架の一部を分け与えることで頭部だけでも生きられるようにしたほか、「同化を拒む移民に未来はない」という考えのもと、自身の居城・カイラーサナータ城の敷地内にカーマ宮と呼ばれるハレムを作り、自身の肉体と現地人の男性の肉体を使って神と現地人の交配実験を行なっていた。その結果は成功に近かったらしく、ウマーとの間に子を儲けていたような描写がある。
帝釈天にヴ国の神になろうと誘われた時は動けないからという理由で帝釈天に「不動明王」の神名を要求したこともあった（帝釈天に「神名を洒落で決められる訳がないでしょう」とたしなめられ、不満をあらわにした）。
性格は下劣で傲慢で大雑把で自信過剰で淫乱なナルシストだが（ウマー曰く「知性も品性もない女」）、冷静さと優しさと大局を見極められる視線も持ち合わせている。また、理神論者でもある。かなりの酒好きでカレーが大好物。
アルダナーリーシュヴァラ
ウマーとシャンカラが「無理神中」（可変合体）した姿。元左腕部分にシャンカラがくっ付き、右腕は義手を含め2本で、この右腕にシャンカラの杖が変形した戦斧と金剛杵の剣を持ち、左腕はシャンカラの髪と元左腕部分に付けられた摂理武装と思われる三叉で代用している。また、義手とシャンカラを交換することにより三叉を三本の矢（トリプラーンタカ・アロー）に、シャンカラを弓に変化させ、三城征服弓（トリプラーンタカ・ボウ）という必殺技を使うことができる。
ウマーの高い戦闘技能とシャンカラの強大な神力をお互いが徹底的に使い合うことで、まさに無法ともいえる凄まじい戦闘力を発揮し、いかなる神が相手であろうと圧倒的な強さで降伏させることができる。しかし、文字通り「無理矢理神となる」ので、合体の際にウマーはシャンカラの髪の毛を全身にまとう不快感を伴い、シャンカラ自身は髪が痛む。

クマーラシスターズ
長女カルティ、次女ルカ、三女ルー、四女ティケ、五女ティー、末女ケーヤの6つ子からなる偶像少女神（チャイドル）ユニット。羽のように変化した髪と眉毛、頭頂部の順番を表す数字が特徴で、スピードを生かし、槍を使ったチーム戦法を得意とする。Y字架は全員胸部に移植している。興奮すると鼻先が尖がる。その胸は単体時はAだが、後述の六柱合体でFとなる。
ヒ連の構成国の一つ、シュヴェータの前神王でシヴァの神治反対派に所属していたが、シヴァが暗殺されたことで反対派が勢力を失い、失脚したことでヴィシュヌを中心とする現主流派によって退位させられてしまい、現シュヴェータ神王・太陽神サヴィトリに軟禁されていたところをウマーとシャンカラに救出・説得され、神治打倒と無神論成就の旅に同行することになった（その時の出来事から、ケーヤはウマーに好意を持つようになった）。
悩んだ時は「動議」により、足りない頭で知恵を出し合って多数決をする（3対3で意見が分かれた時は、ケーヤが2票となる。ウマーはこれを利用した）。
人間だった頃はグラビアアイドルだったためか、象徴神（アイドル）に戻ることに執着している。また、高校時代はシヴァの同級生で舎弟（パシリ）だった為か、「シヴァを守るためなら、人間の命などどうでもいい」「シャンカラを害する者は動議するまでもなく神速の摂理で皆殺し」と恐ろしい顔で豪語するほどにシャンカラを大切に思っている。
カルティケーヤ
クマーラシスターズが「六精受胎」（六柱合体）した姿で頭頂部と目尻から小さな翼が生えている。かつては降神殿（コンサートホール）を満杯にするほどの人気者で、「巨乳象徴神王（きょにゅうアイドルしんのう）」「ヒ連の偶像神王（アイドル）」「神速の軍神」「僕らのピーチパイ敏感ゴックンバディ希代のFカップ光臨」など、複数の二つ名を持っていた。一時は帝釈天に騙され、韋駄天と名乗っていたこともある。Y字架は胴体の前部と後部にそれぞれ3つずつ付いている。
常時6本腕を展開し、1本失っても直ちに補強できる（計12本）。また、下半身を孔雀の形状に変化させた跳速権現（パラヴァーニ・モード）により神速を発揮する。ちなみにこの権化になると頭部の羽は翼のように展開され、目尻の翼は大きくなり、カップがLになる他、背部に5人分の小さな顔が飛び出し、会話（動議）ができるようになる。
分離することで敵を翻弄する戦法を得意とするほか、シスターズ単体でもヴァナラを殲滅する程の高い戦闘力を誇り、頭は足りないがその潜在能力は計り知れない。

### 統治神（とうちしん）
今作における「神」とは、本編開始より約200年前に天上の彼方から光臨し、神治国家群を築いたシャングラッドの統治者を指す。その正体は、本編開始の約700年前に「Y字架」という物体を身体の何処かしらに埋め込むことで大摂理源から神力の供給を受け、様々な摂理を操ることの出来るようになった元人間であり、その多くは200年に渡り神になりすまし続けた結果、傲慢で怠惰で残虐な性格に歪んでしまい民を顧みなくなってしまっている。また、第5話において神化した人間は生殖機能を失ってしまうことがカルティケーヤによって明かされている。
ヴァースキ
第1話に登場。ヒ連の構成国の1つ、蛇神の国（ボーガヴァティ）を統治する神王。喉にY字架を移植している。傲慢で残酷な性格で民に蛇を神聖な獣「御使い様」と崇めさせ、駆除を「蛇類殺生禁断令」という戒律で禁じた上、殺した者は自らの暇つぶしのため（表向きは神力を示して国内をまとめるため）に有無を言わさず自らの手で公開処刑を行っていた。またそれ以外にも大罪を犯した者や重大な背信行為を行なった者は串刺し刑にしていた。
権現した真の姿は両腕が巨大な毒蛇に変化し、両足にも毒蛇が1匹ずつ突き刺さり、上半身と下半身が分離して本体であるアナコンダ並みの巨体と3本の触角が特徴のコブラが首から伸びて背中を通ってから下半身を貫いた姿をしており、神経毒の唾を用いたスピッティングと鋭く尖った蛇の尾を武器とする他、蛇は分離することで遠隔攻撃ができる。更にピンチの時は本体を分離することもできる。
ウマーとシャンカラの計略で蛇を殺してしまったアダラダを処刑しようとしたところをアルダナーリーシュヴァラに襲われ、両腕と両脚の蛇をすべて殺され、自身の体まで切られてしまったため、アダラダを人質にして窮地を逃れようとするがそのアダラダに返り討ちにあった隙を突かれ、本体さえも切り刻まれ、完全に止めを刺された。そしてその死体は今まで自らが虐げていた民によって歓喜と共に串刺しにされた。
サヴィトリ
第2話に登場した地方官吏に相当する太陽神。現シュヴェータ神王にしてカルティケーヤを軟禁・監視する見張り役だった。人間だった頃はサラリーマンだったらしい。Y字架は喉（胸部？）に移植されている。通常の約2倍の長さの胴体を持ち、この胴体を円形に展開することで必殺光線「神罰覿面」を発動することができるが、アルダナーリーシュヴァラにかわされ、頭部を叩き割られた。
ヴィシュヌ
第2話から名前のみ登場。現ヒ連大神王でウマーとシャンカラにとっては最大の宿敵。彼を中心とする現主流派の神々は人間との全面戦争を防ぎ、同胞の安全を守るためなら騙し討ちも民を神国ごと焼き払うことも厭わない残酷で峻烈な態度で人間たちを支配している。
パラシュラーマ
第3話に登場。ヴィシュヌの親衛隊に所属し、神敵討伐隊の隊長を務める戦神で斧の超絶的な使い手として知られる。頭髪と髭とまつげが斧のような刃に変化している他、胸部と両肩と股間より斧のような刃が飛び出しており、両手と一体化した2本のハルバードと両足の膝から下が変化した戦斧で神敵を切り刻む。
ヴ国との国境でヴィシュヌの治世を乱すアルダナーリーシュヴァラに対決を挑むも敗れて瀕死の重傷を負い、四天王によってヴ国に収容された後、ヒ連との戦端を開くための計略の一環として密かに殺され、顔をマスクにされた。
帝釈天
第3話に登場したヴ国の神。国境付近に建てられた喜見城で四天王と共に統治を行なっている。かつての名はインドラで軍神にして2代目ヒ連大神王だった。Y字架は腹部に移植されている。100年前にヒ連内の抗争でヴィシュヌに敗れて全てを失い、臣下の四天王共々命からがらヴ国に逃亡し、ようやく50年前にヴ国の中央政府（マンダラ）からヴッキョー神としての名前と領地を与えられ、国境警備軍を任されるようになった。
かつては武人の如き立派な風貌をした峻烈な性格の持ち主だったようだが、現在は似ても似つかぬほどの肥満体型とシャンカラに「本物の仏のように身も心も丸くなった」と言わしめるほどに穏やかな性格になっており、ウマー達もヴ国の神となって共に穏やかに暮らしていこうと打診するが、実はヒ連の神敵をヴ国の神に祭り上げた上で殺害し、開戦の口実にしようとする計画であり、その心は悟りどころか復讐心の塊であった。更にヴ国がヒ連を征服した暁には自身が再びヒ連大神王に収まるようにマンダラと裏取引をしていた。
金剛鈴に似た黄金の全身と多関節のジャバラ状の両腕と右手が変化した槍（パタ）と巨大な左手が特徴の「怒りの神将形」に権現することで飛行能力を得る他、2段権現することで下半身は金剛鈴、右腕は独鈷杵、左腕は五鈷杵、頭部は三鈷杵に変形し、ヒ連全神中最大の降伏力を誇った戦略法具形態、金剛杵輪身（ヴァジュラモード）となり、額の「千の目」による絶対精度の照準で絶対威力の電撃（プロトンシャワー）を発射し、直径1キロのあらゆるものを蒸発させることができる。ウマーとシャンカラに計略を見破られ、四天王が全滅したためにこの形態で四天王の不始末を見た民衆ごと全ての証拠を隠滅しようとしたが、発射までに時間がかかるという弱点を突かれ、三城征服弓で降伏された（ウマー曰く「四天王を失った時点でお前は滅びてる」）。
話の最後でシャンカラは「インドラを含め他の理不神も昔はみんなあんな奴じゃなかったはずだ」と語っており、「自分たち神々も所詮はヴッキョーで言うところの衆生だ」「人間の精神というのは多分何百年も生きて神様でい続けるようには出来ていない」と結論付けた上で全ての神々を救いたいという自らの想いを語った。
四天王
第3話に登場したヴ国の神々。持国天、増長天、広目天、多聞天の4人の女神からなる帝釈天（インドラ）の忠実な臣下。前述した帝釈天の最大神術・金剛杵（ヴァジュラ）を発動する際に護衛の役を担う。このうちの広目天がヒ連との開戦の口実を作るべくパラシュラーマに変装して衆人の前で韋駄天（カルティケーヤ）を暗殺しようとしたが、ウマーとシャンカラに見破られ、全滅した。
ダルマラージャ
第4話に名前のみ登場したヒ連の神。彼の神治は理不神ではないため、降伏しないことにした。実は彼の領地に来たのには別の目的があった。
ヴァナラ
ヒ連情報院の軒猿といわれる猿神だけで構成された特殊工作戦闘部隊。この部隊に所属する神は全てがY字架を胸部に逆さに移植することによって人間態と他の神々を圧倒する力を得たサルである。如意棒のような摂理武装らしき武器を共通武器とし、頭部には人間態時に眉毛となる金の輪っかをはめている。
ハニュマーン
第4話に登場したヴァナラの隊長。4年前のカイラーサ事件の首謀者の一人である。ヴァナラの中でも高度な摂理を組む能力と優れた運動性と高い戦闘力を持ち、尻尾を円形に展開することで広域焼夷神術「灼熱の如意尾」を放つことができる。カイラーサの都はこの神術によって破壊された。また、両足首から觔斗雲のような特殊な雲を発生させて飛行することが出来る。更に風の摂理を組むことで掌底の穴から圧縮空気の針を放つ技「風の針（エアニードル）」を発動できる他、三叉の矢の軌道を逸らす程の強力な大気の壁を展開することが出来る。そして胸部を展開して内部の扇風機のような神具の後部に尻尾の先端を差し込むことで摂理武装を起動させ、究極殲滅神術を発動できる。
ダルマラージャ領に現れたウマー一行に襲撃をかけ、真っ向勝負に持ち込むために灼熱の如意尾で作戦区画を焼き払い、三叉の矢を全て使わせ、究極殲滅神術で止めを刺そうとしたところをヴィヤーが放った三叉の矢で後ろから左目を射抜かれ、降伏された。ガルダに回収され、命は助かったもののその後の消息は不明。
ニーラ
第4話に登場したヴァナラの副隊長でハニュマーンの片腕に当たる女神。シヴァとカルティケーヤを分断したが、クマーラシスターズに部下もろとも屠られた。
スグリーヴァ
第5話に登場したヴァナラの隊長。Y字架の周りに炎の装飾が施されてあるのが特徴。ラーマチャンドラに率いられてウマー達を襲撃したが、ラーマとヴァーマナを倒され、撤退を余儀なくされた。撤退の際に仇を討つ決意を決めている。
ガルダ
第4話に登場した鳥神。下半身が鳥の形態をしたヴィシュヌ直属の使いで、ヴィシュヌの命で直に神敵を確認しに来た。ハニュマーンに失態の処分を覚悟する旨を、シャンカラにこれ以上反神活動を続ければ最終戦争（ハルマゲドン）が起こってしまうことを伝えたが、シャンカラに「ハルマゲドンを防げるのは自分だけ」と返され、呆れ果てた表情で撤収した。
ラーマチャンドラ
第5話に登場した英雄神。ヒ連情報院局長を務めるヒ連最高の智将にして現ヒ連の事実上のNo.3。本編開始の4年前にヴァナラの司令官としてカイラーサの襲撃を指揮した。
権現した真の姿は手足が杖のように退化した両腕と両脚に両肩の翼と先端が矢羽の形状をした尻尾と七鈷杵のような仮面が特徴で、飛行能力を有する他、自身の翼を巨大な弓に、仮面と尻尾を七鈷杵状の矢尻を有する巨大な矢に変形させることでカルティケーヤでさえも躱せない「矢（エネルギー弾の一種と思われる）」を放つ必殺技「ハラダヌの神弓」を使うことができる。
消えたはずのシヴァの胴体と胎児を取引材料にしてウマーとシャンカラに無神論の放棄とY字架の返還を迫ったが、実はその身体は偽物で、ウマーとシャンカラを騙して捕獲するために決行した「神母作戦（アディティさくせん）」という計画だった。しかしその計画は既にウマーに見破られており、ハラダヌの神弓をカルティケーヤに放つ直前にダッチワイフに成り済ましていたシャンカラに腹部のY字架を破壊されてしまった。
最後に「人間は神を滅ぼし得るという証を得るためにカイラーサを殲滅しなければならなかった」という自身の無神論に対する儚い想いとウマーの兄弟に対する謝罪の言葉を彼に伝えた後、自ら望んで討たれた。
ジャターユ
第5話に登場した鳥神。ペンギンの着ぐるみをまとったような姿をしている。飛行能力でラーマとシヴァの偽物の体を運搬した。ラーマが倒されたあとの消息は不明。
ヴァーマナ
第5話に登場した矮神。ラーマの部下。普段は小さな子供の姿をしているが、権現すると胴体が球状の巨人となる。シャンカラの偽物の身体の胎内に隠れ、捕獲することに成功したように思われたが、実はそれは既に人形の頭部と入れ替わっており、驚愕している隙にクマーラシスターズに腹部のY字架を破壊されたことで神力を失い、風船がしぼむように元の大きさに戻り、首を切り落とされた。
ダヌヴァンタリ
第5話に名前だけ登場した医神。天才的外科医料摂理で人体を全身の隅々までシヴァそっくりに整形し、シヴァの偽物の身体を世界初の脈打つ神具として完成させた。ラーマはこの胎内にヴァーマナを隠れさせてシャンカラの捕獲を企んだが、シャンカラの自己美化意識も計算に入れ、芸術品と言える程美しく造形したことが仇となり、シヴァの裸体をきちんと見たことがなかったはずのウマーに見抜かれる結果となった（ウマー曰く「シャンカラみたいなヤリマンの乳首はもっと黒ずんでいるはずだ」とのこと）。

### 現地人（シャングリッシュ）
シャングラッドに元から住んでいた人間達。その多くは絶対的な力を操る神にひれ伏し、虐げられて生きているが、現在は少数ながら反神活動を行う者たちもいる。その正体はシャンカラ曰く「神々と同じ地球発祥人類」とのことだが未だ詳細は不明。
アダラダ・ジャボア
第1話に登場。レッグガード屋を営む娘。品質の良いレッグガードを制作しているが、センスと販売方法が最悪なために店は儲かっていないらしい。
父親もレッグガード職人でセンスも良かったが、本編開始の4年前に蛇に噛まれた母親を助けようとしてその蛇を殺してしまったために処刑されたが、ウマーとシャンカラに「供物」にされるまで仕方の無いこと、当然のことと受け止め、何ら疑問を持っていなかった。実は両親の死後この世界への疑問から自身のレッグガードに対蛇用収納ナイフを仕込んでおり、それがヴァースキを倒す決め手になった。
話の最後でウマーとシャンカラに「神はいてもいなくても救済はしない、自らを助けろ」と解かれ、さらにレッグガードのセンスを究めることを誓ったが、それ以前に蛇は駆除できるようになったことでレッグガード自体不要になったことを知り、生活手段がなくなったことに愕然としていた。
ヴィヤー
第4話に登場。国際反神組織の中心メンバーの1人と思われる三十路の女性で元カイラーサ僧兵隊長。他のカイラーサ残党と共にダルマラージャ領内でカレーパブ「TigerTiger」を拠点に冊子出版などの反神活動を行っており、ハニュマーンが率いるヴァナラとの戦いにおいて優れた弓術でウマー達を援護した。

## 作中用語
シャングラッド
本編開始より約200年前に天上の彼方から数多の神々が光臨し、神治国家群を築いた世界。
神治国家
神が王となって人間を統治する政体の国家。シャングラッドに存在する国家はほとんどがこの政体をとっている。
神敵（テロリスト）
神や神治に逆らう者の名称。ヒ連では「悪魔（アスラ）」とも呼ぶ他、ヴ国では「仏敵」と書く。
無神論
今作の無神論は、人々を統治する神の正体は人間であることを暴き、「神」や「神治」を根絶しなければならないという反体制的な超危険思想（ヴァースキに「それ無神論違う！」と突っ込まれた）。ウマーとシャンカラはこの思想を成就するためにシャングラッドに十数万はいるという神々を1柱残らずこの世から消し去るべく、神殺しや冊子の配布出版といった布教活動を行っている。
Y字架
神が大摂理源から神力の供給を受け、様々な摂理を組んで実行するための装置。その名の通りYの形をしており、神が権現するときや必殺技を放つときに光を放つ。1柱につき1つと定められているが、神同士が合体することで数を増やせる他、シャンカラは自身の額とウマーの左胸に、かつて自身の胸部に付いていたY字架を移植することでウマーとリンクし、自身の生命を維持できるようにした。
大摂理源
全ての神の力の源。Y字架を使ってこれにアクセスすることで神は神力の供給を受け、様々な摂理を組んで実行することが出来るらしいが未だ詳細は不明。
神具
摂理効果で動く道具や武装。特に武器は摂理武装とも呼ばれる。シャンカラが耳に付けているイヤリングも摂理走査機能を持った神具の一種。また、カイラーサの宮殿跡にはバイブレーターや体位研究用のダッチワイフなどの性具が大量に残されていたが、これらも全て、シヴァがこしらえた神具である。
ヒ連（ヒンドゥー梵我主義連邦神和国）
シャングラッドに存在する神治国家の1つ。ヒンドゥー教やインドの神話をモチーフにした神々が統治する国家である。ウマーの故郷カイラーサはこの国を構成する神国の1つで、有力神シヴァによって治められていた。この国が物語の主な舞台となる。元ネタはソ連（ソビエト連邦）。
カイラーサ事件
本編開始の4年前にカイラーサの都が一夜にして焼き払われてしまった事件。犯人は公には神敵とされているが、その実態は神の正体が人間であることを暴き、「秩序」を崩そうとしたシヴァを恐れたヴィシュヌがヴァナラに襲撃させたというのが真相であった。
ヴ国（ヴッキョー神民共和国）
シャングラッドに存在する神治国家の1つ。仏教をモチーフにした神々が統治する国家であり、ヒ連とは現在冷戦状態にある。また、この国の中央政府はマンダラと呼ばれている。元ネタは中国（中華人民共和国）。

## 単行本
- 祭丘ヒデユキ 『シャングラッド神紀』 秋田書店〈チャンピオンREDコミックス〉、2009年5月20日発売、ISBN 978-4-253-23024-7